# Echeveria elegans
Echeveria elegans es una especie de planta suculenta de la familia de las crasuláceas.

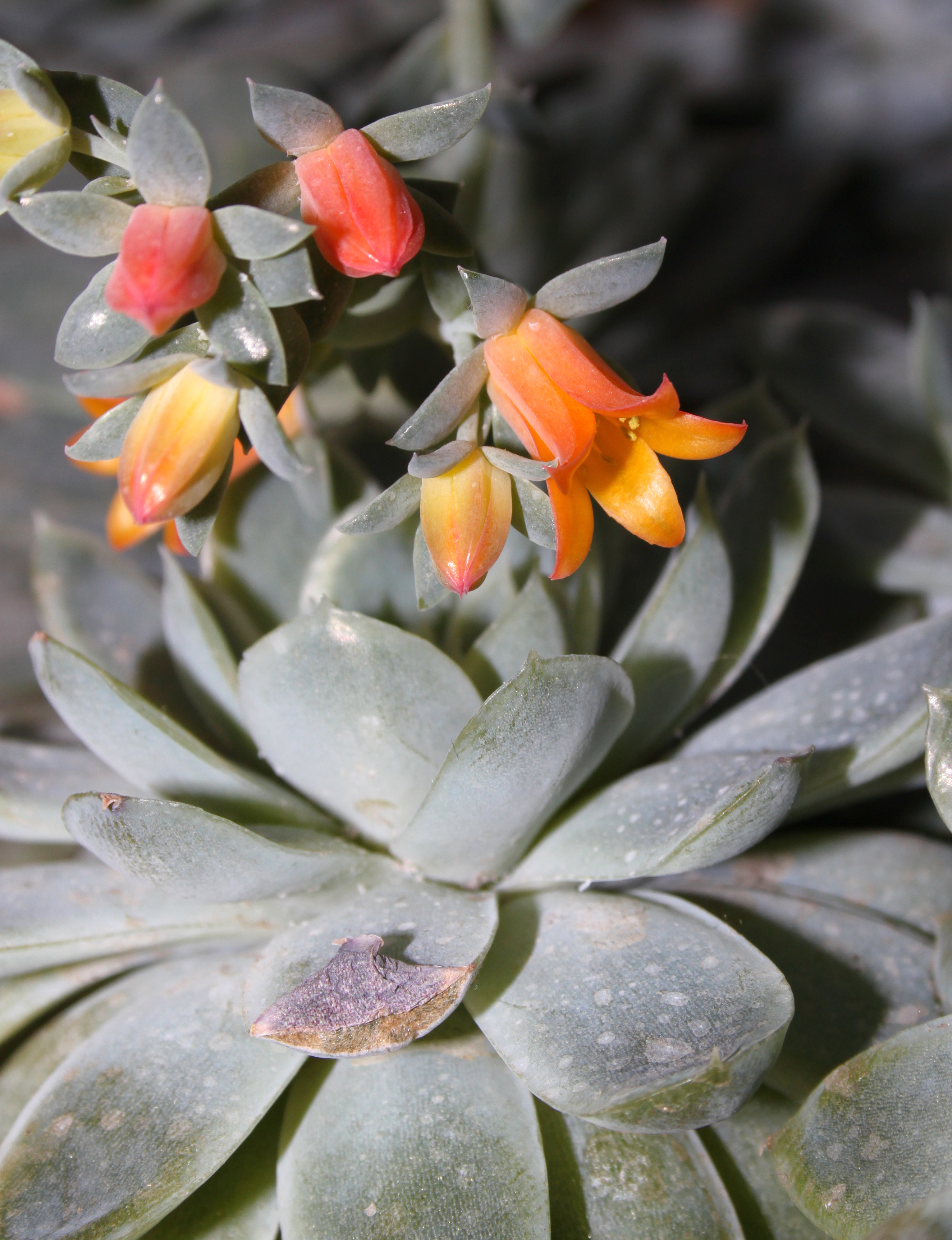
Florecida

## Distribución y hábitat
Echeveria elegans es nativa del estado de Hidalgo y la subregión de la Sierra en Tabasco, en el centro de México.

## Descripción
Es una planta suculenta que emerge de rosetas sin tallo, formando densas alfombras con los estolones; alcanza hasta 10 cm de diámetro.

## Cultivo
Necesidades de riego: son moderadas sus necesidades de agua.

## Taxonomía
Echeveria elegans fue descrita por Alwin Berger y publicado en North American Flora 22(1): 22. 1905.
Etimología
Ver: Echeveria
elegans: epíteto latino que significa "elegante".
Variedad
- Echeveria elegans var. simulans (Rose) Poelln.

Sinonimia:
- Oliverella elegans,
- Echeveria perelegans[4]
- Echeveria albicans E.Walther
- Echeveria elegans var. kesselringiana Poelln.
- Echeveria potosina E.Walther[5]

## Nombres comunes
- Español: Echeveria, Echeveria del chivas

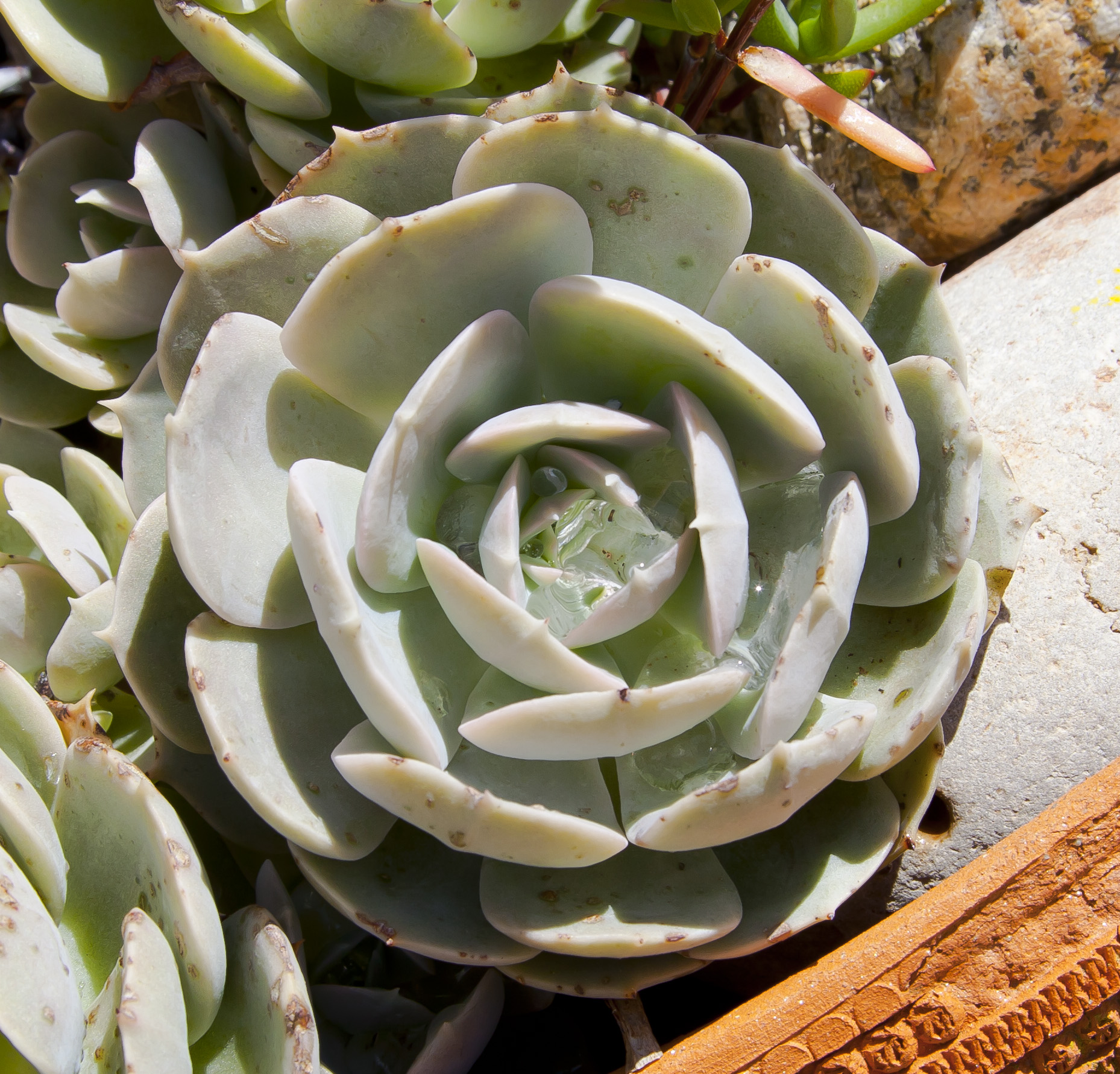

- Suculenta Repollito